# Renseneb
Renseneb Amenemhet, znan tudu kot Ranisonb, je bil faraon Trinajste egipčanske dinastije, ki je vladala v drugem vmesnem obdobju Egipta. Egiptolog Kim Ryholt meni, da je bil 14. vladar dinastije, medtem ko Detlef Franke v njem vidi 13., Jürgen von Beckerath pa  16. vladarja dinastije. Renseneb je slabo dokazan faraon. Njegovo prestolno ime ni znano.

## Dokazi
Renseneb je znan s Torinskega seznama kraljev, na katerem je omenjen v 16. vrstici 7. kolone (po Gardinerju 6. vrstica 6. kolone). Seznam mu pripisuje štiri meseca vladanja. 
Znan je tudi z enega samega primarnega vira, koralde iz glaziranega lojevca, ki jo je zadnji videl  Percy Newberry v trgovini s starinami v Kairu leta 1929.
Danski egiptolog Kim Ryholt njegovo dvojno ime tolmači kot "Ranisonb [sin] Amenemheta" in nakazuje, da je bil sin faraona Amenemheta. Njegov najbližji predhodnik s tem imenom je bil Amenemhet VI., ki je vladal približno deset let pred njim. Amenemheti bi lahko bili tudi Sehetepibre, Sevadžkare I. in Nedžemibre, katerih rojstna imena (nomen) sicer niso znana. Eden od njih bi lahko bil Rensenebov oče ali starejši brat. 
Drugi raziskovalci, med njimi Stephen Quirke, se z Ryholtovo razlago ne strinjajo.

## Nasledstvo
Rensenebov naslednik Hor I. bi lahko bil nekraljevskega porekla, ker se njegovi starši ne omenjajo. Ryholt zato domneva, da je bil uzurpator.
Kratkoživost faraonov Trinajste dinastije kaže, da je bilo v drugem vmesnem obdobju v Egiptu stanje zelo nestabilno.